# Rausu, Hokkaidō
Rausu (羅臼町 Rausu-chō) là thị trấn thuộc huyện Menashi, phó tỉnh Nemuro, Hokkaido, Nhật Bản. Tính đến ngày 1 tháng 10 năm 2020, dân số ước tính thị trấn là 4.722 người và mật độ dân số là 12 người/km2. Tổng diện tích thị trấn là 397,88 km2.

## Địa lý

### Đô thị lân cận
- Phó tỉnh Nemuro
  - Shibetsu
- Phó tỉnh Okhotsk
  - Shari

### Khí hậu
| Dữ liệu khí hậu của Rausu, Hokkaidō      | Dữ liệu khí hậu của Rausu, Hokkaidō | Dữ liệu khí hậu của Rausu, Hokkaidō | Dữ liệu khí hậu của Rausu, Hokkaidō | Dữ liệu khí hậu của Rausu, Hokkaidō | Dữ liệu khí hậu của Rausu, Hokkaidō | Dữ liệu khí hậu của Rausu, Hokkaidō | Dữ liệu khí hậu của Rausu, Hokkaidō | Dữ liệu khí hậu của Rausu, Hokkaidō | Dữ liệu khí hậu của Rausu, Hokkaidō | Dữ liệu khí hậu của Rausu, Hokkaidō | Dữ liệu khí hậu của Rausu, Hokkaidō | Dữ liệu khí hậu của Rausu, Hokkaidō | Dữ liệu khí hậu của Rausu, Hokkaidō |
| Tháng                                    | 1                                   | 2                                   | 3                                   | 4                                   | 5                                   | 6                                   | 7                                   | 8                                   | 9                                   | 10                                  | 11                                  | 12                                  | Năm                                 |
| ---------------------------------------- | ----------------------------------- | ----------------------------------- | ----------------------------------- | ----------------------------------- | ----------------------------------- | ----------------------------------- | ----------------------------------- | ----------------------------------- | ----------------------------------- | ----------------------------------- | ----------------------------------- | ----------------------------------- | ----------------------------------- |
| Cao kỉ lục °C (°F)                       | 7.0 (44.6)                          | 9.6 (49.3)                          | 13.9 (57.0)                         | 22.5 (72.5)                         | 29.4 (84.9)                         | 30.9 (87.6)                         | 30.7 (87.3)                         | 32.4 (90.3)                         | 29.8 (85.6)                         | 23.1 (73.6)                         | 19.2 (66.6)                         | 12.7 (54.9)                         | 32.4 (90.3)                         |
| Trung bình ngày tối đa °C (°F)           | −1.8 (28.8)                         | −1.8 (28.8)                         | 2.0 (35.6)                          | 6.9 (44.4)                          | 12.2 (54.0)                         | 15.2 (59.4)                         | 18.9 (66.0)                         | 21.3 (70.3)                         | 19.5 (67.1)                         | 14.1 (57.4)                         | 7.5 (45.5)                          | 1.4 (34.5)                          | 9.6 (49.3)                          |
| Trung bình ngày °C (°F)                  | −4.5 (23.9)                         | −4.8 (23.4)                         | −1.1 (30.0)                         | 2.9 (37.2)                          | 7.8 (46.0)                          | 11.5 (52.7)                         | 15.4 (59.7)                         | 17.8 (64.0)                         | 15.7 (60.3)                         | 10.1 (50.2)                         | 4.1 (39.4)                          | −1.4 (29.5)                         | 6.1 (43.0)                          |
| Tối thiểu trung bình ngày °C (°F)        | −7.5 (18.5)                         | −8.2 (17.2)                         | −4.3 (24.3)                         | −0.4 (31.3)                         | 4.2 (39.6)                          | 8.6 (47.5)                          | 12.7 (54.9)                         | 15.0 (59.0)                         | 12.2 (54.0)                         | 6.2 (43.2)                          | 0.7 (33.3)                          | −4.4 (24.1)                         | 2.9 (37.2)                          |
| Thấp kỉ lục °C (°F)                      | −15.7 (3.7)                         | −17.3 (0.9)                         | −11.7 (10.9)                        | −10.1 (13.8)                        | −1.5 (29.3)                         | 1.0 (33.8)                          | 5.7 (42.3)                          | 8.7 (47.7)                          | 5.4 (41.7)                          | −1.9 (28.6)                         | −8.9 (16.0)                         | −13.4 (7.9)                         | −17.3 (0.9)                         |
| Lượng Giáng thủy trung bình mm (inches)  | 89.7 (3.53)                         | 66.6 (2.62)                         | 93.9 (3.70)                         | 111.7 (4.40)                        | 144.0 (5.67)                        | 119.4 (4.70)                        | 125.4 (4.94)                        | 200.5 (7.89)                        | 204.7 (8.06)                        | 214.1 (8.43)                        | 150.7 (5.93)                        | 133.8 (5.27)                        | 1.657,1 (65.24)                     |
| Lượng tuyết rơi trung bình cm (inches)   | 149 (59)                            | 119 (47)                            | 95 (37)                             | 38 (15)                             | 2 (0.8)                             | 0 (0)                               | 0 (0)                               | 0 (0)                               | 0 (0)                               | 1 (0.4)                             | 30 (12)                             | 114 (45)                            | 545 (215)                           |
| Số ngày giáng thủy trung bình (≥ 1.0 mm) | 13.6                                | 9.0                                 | 8.9                                 | 9.3                                 | 11.3                                | 9.7                                 | 10.7                                | 12.8                                | 13.5                                | 13.8                                | 14.8                                | 16.1                                | 143.5                               |
| Số ngày tuyết rơi trung bình (≥ 3 cm)    | 16.1                                | 11.8                                | 11.1                                | 5.1                                 | 0.3                                 | 0                                   | 0                                   | 0                                   | 0                                   | 0.1                                 | 3.6                                 | 13.2                                | 61.3                                |
| Số giờ nắng trung bình tháng             | 88.3                                | 117.3                               | 139.0                               | 153.1                               | 164.9                               | 128.4                               | 114.7                               | 108.0                               | 124.6                               | 134.8                               | 104.8                               | 93.0                                | 1.473,2                             |
| Nguồn: Cục Khí tượng Nhật Bản            |                                     |                                     |                                     |                                     |                                     |                                     |                                     |                                     |                                     |                                     |                                     |                                     |                                     |